# 56170 Rolandovillazón
56170 Rolandovillazón è un asteroide della fascia principale esterna. Scoperto nel 1999, presenta un'orbita caratterizzata da un semiasse maggiore pari a 2,912030 UA e da un'eccentricità di 0,118401, inclinata di 2,101210° rispetto all'eclittica. Ha un periodo di rotazione di 1,15 ore.
È dedicato a Rolando Villazón, tenore messicano naturalizzato francese.